# Урош Шуваковић
Урош Шуваковић (Београд, 1970) српски је политичар, стручњак за безбедност, и редовни професор на Учитељском факултету Универзитета у Београду.

## Биографија
Родитељи су му били лекар Војислав Шуваковић и учитељица Ружица рођ. Марковић. Дипломирао је (на смеру за друштвено-политичке односе, 1995), магистрирао (из области методологије, 2000) и докторирао из области политичке социологије 2004. године на Факултету политичких наука Универзитета у Београду.
Урош Шуваковић је бивши генерални секретар Младих социјалиста, бивши службеник Државне безбедности Министарства унутрашњих послова Републике Србије, председник Удружења "Слобода" и некадашњи професор на Приштинском универзитету са седиштем у Косовској Митровици.

## Академска каријера
Редовни је професор за ужу научну област Социологија на Учитељском факултету Универзитета у Београду (од марта 2018). Академску каријеру је започео као асистент-приправник (1998) и асистент (2000) на Географском факултету Универзитета у Београду, на предмету Социологија. На Филозофском факултету Универзитета у Приштини са привременим седиштем у Косовској Митровици предаје у звању доцента (2006), ванредног професора (2011) и редовног професора (2016) за ужу научну област Социологија. Редовни члан Српске академије образовања (САО). Поља његовог научног истраживања: политичка социологија, методологија научних истраживања, студије транзиције и глобализације, социологија образовања. Био је шеф Катедре за социологију (2009—2012) и продекан за научно-истраживачки рад (2012—2016) Филозофског факултета у Косовској Митровици, члан (2009—2014), а потом и председник (2014 – ) Управног одбора Института за политичке студије из Београда, заменик главног и одговорног уредника часописа Зборник радова Филозофског факултета у Приштини (2012—2016), члан Уређивачког и Редакцијског одбора часописа Баштина, члан Савета Редакције часописа Политичка ревија, члан Редакције часописа Балканске синтезе, члан Editorial Board of Research Result. Social Studies and Humanities, Russia, члан Editorial Board of RUDN Journal of Sociology, Russia, одговорни уредник за универзитетска и вануџбеничка издања Завода за уџбенике, Београд (од 2013-). Члан European Sociological Association (ESA), члан International Sociological Association (ISA), члан Председништва Српског социолошког друштва (ССД) по функцији. Један је од оснивача Огранка ССД за Косово и Метохију и Секције за Косово и Метохију Српског филозофског друштва. Од 2017. главни и одговорни уредник часописа Социолошки преглед. Члан је Косовскометохијског одбора Матице српске.
Аутор је више од 150 научних чланака објављених у земљи и иностранству, међу којима 6 научних монографија и 3 универзитетска уџбеника. Три научна чланка је објавио у часописима рангираним на WoS. Самостално или у сарадњи са колегама приредио је и уредио 10 научних зборника тематског карактера или са научних скупова међународног или националног значаја. Истраживач (од 2011) и руководилац (2012—2018) на научно-истраживачком пројекту Косово и Метохија између националног идентитета и евроинтеграција (2011—2019), у ранијем пројектном циклусу истраживач на пројекту Парламентарне политичке партије у Краљевини СХС/Југославији 1918-1941 (2006—2010), истраживач на међународном пројекту Религия, национална идентичност и държавност на Балканите през XIX-XXI век, Исторически факултет ВТУ „Св. Св. Кирил и Методий“ (Бугарска, 2015-2017).
За време власти Слободана Милошевића радио је у аналитици Државне безбедности. Некадашњи декан Електротехничког факултету у Београду Бранко Ковачевић оптужио је Шуваковића да је непосредно умешан у пребијање студената техничких факултета 2000. године који су протестовали против режима Слободана Милошевића.
Председник је Управног одбора Института за политичке студије у Беогреаду.